# 克里斯·勞威爾
克里斯·勞威爾（Chris Lowell，1984年10月17日— ）是美國的一位演員。他在1984年出生在佐治亞州亞特蘭大。在高中期間，他開始對電影製作和戲劇產生興趣。畢業之後，他就讀南加利福尼亞大學，在大學期間學習電影製作和戲劇。畢業之後他開始出演電視劇和電影。除了演員之外，他也是一位攝影家，並且有自己的樂隊。

## 外部連結
- 克里斯·勞威爾在互联网电影资料库（IMDb）上的資料（英文）